# Station Hamar
Station Hamar is een station in  Hamar de hoofdstad van fylke Innlandet  in  Noorwegen. Het station ligt aan Dovrebanen en is het beginpunt van Rørosbanen. Het stationsgebouw werd ontworpen door Paul Due.